# Édouard Naville

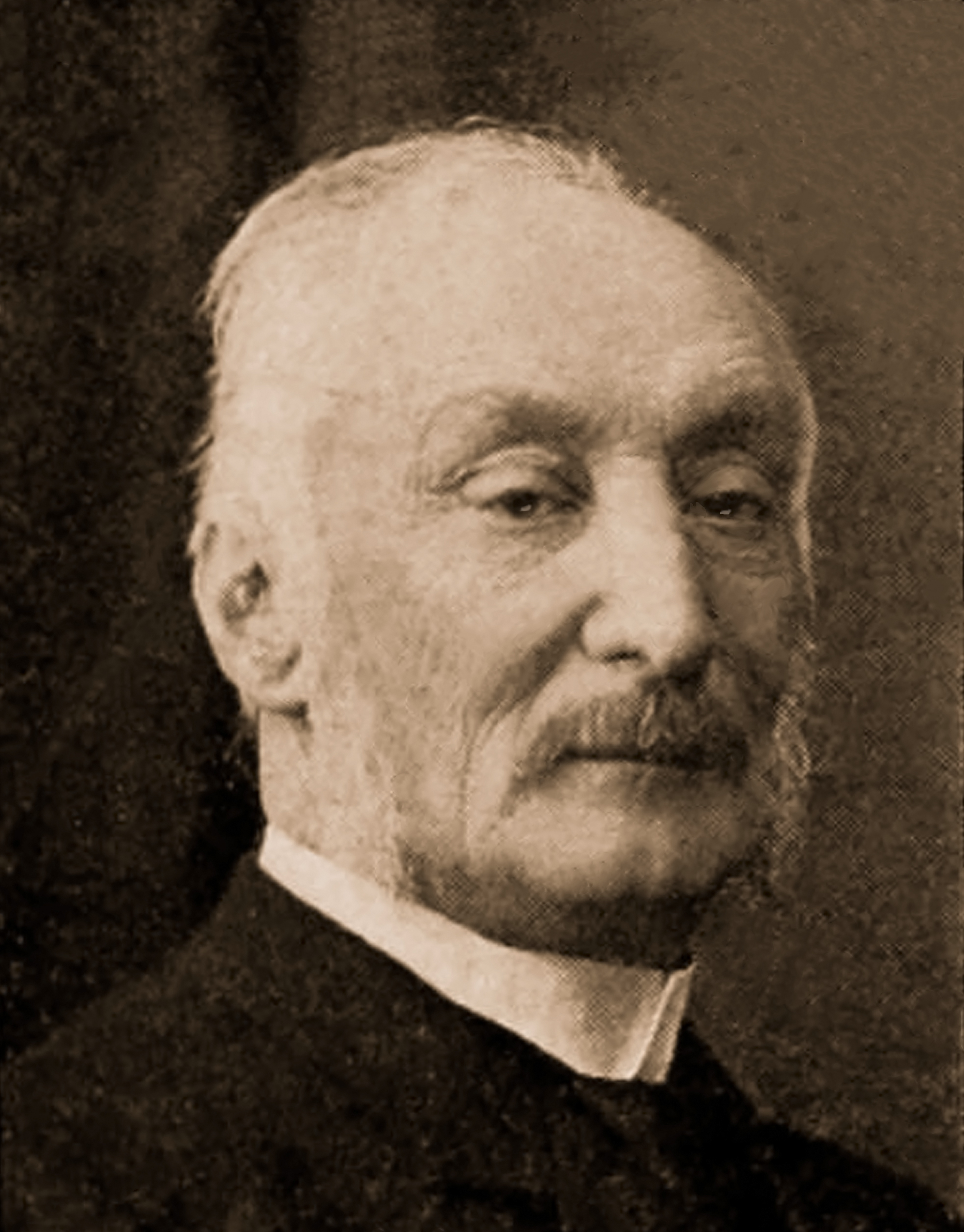
Circa 1917

Henri Édouard Naville (Ginevra, 14 giugno 1844 – Malagnou, 17 ottobre 1926) è stato un archeologo, egittologo e biblista svizzero.

## Biografia

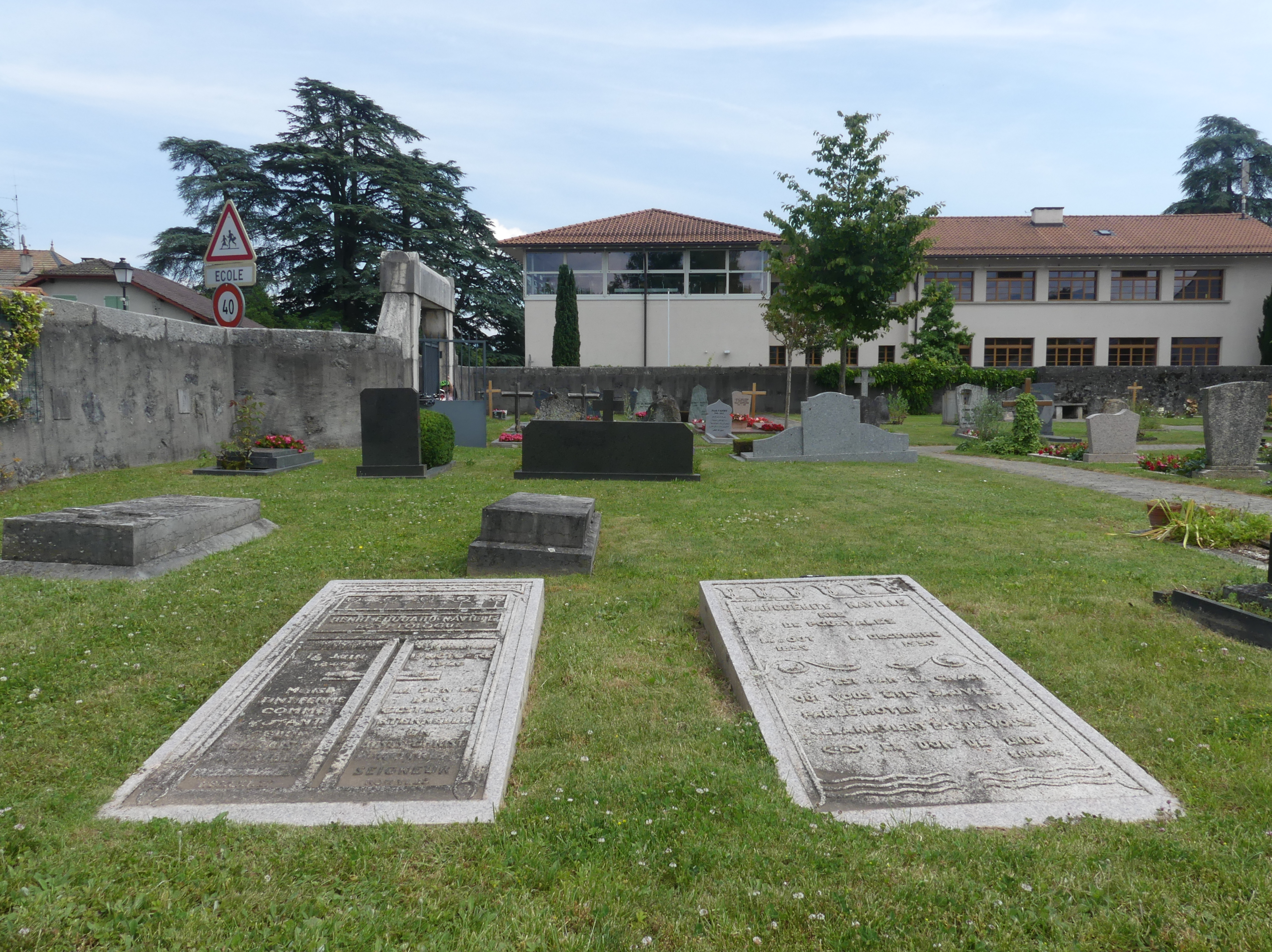
Le tombe di Naville (a sinistra) e di sua moglie nel cimitero di Genthod.

Studiò presso l'Università di Ginevra, al King's College di Londra, ed alle università di Bonn, Parigi e Berlino. Fu studente di Karl Richard Lepsius e, in seguito, suo esecutore letterario.
Visitò per la prima volta l'Egitto nel 1865, dove copiò i testi di Horus presenti nel tempio di Edfu. Durante la Guerra franco-prussiana fu capitano dell'esercito svizzero. Le sue prime opere avevano a che fare con i testi solari ed il Libro dei Morti. Nel 1882 fu invitato a lavorare presso la neonata Egypt Exploration Society (EES). Effettuò scavi in numerosi siti del delta del Nilo, tra cui Tell el-Maskhuts (1882), il Uadi Tumilat (1885-86), Bubastis (1886-89), Tell el-Yahudia (1887), Saft el-Hinna (1887), Ahnas (1890-91), Mendes ed il Tell Mukdam (1892). Molti dei reperti recuperati in questi scavi sono ora conservati presso il Museo di antichità egiziane di Il Cairo, presso il British Museum ed il Museum of Fine Arts di Boston.
Nel decennio del 1890 lavorò presso il tempio mortuario di Hatshepsut a Deir el-Bahari, dove fu aiutato da D. G. Hogarth, Somers Clarke e Howard Carter. Nel 1903-1906 tornò a Deir el Bahri per scavare il tempio di Mentuhotep, aiutato da H. R. Hall. Nel 1910 studiò la necropoli reale di Abido, per poi effettuare i suoi ultimi scavi nell'Osireion di Abido, bloccati con lo scoppio della prima guerra mondiale.
Naville ricevette numerosi premi internazionali, e fu l'autore di molte pubblicazioni riguardanti sia gli scavi che i suoi studi sui testi. Morì a Malagnou (oggi quartiere di Ginevra) nel 1926.
Naville fu un archeologo della vecchia scuola, che si concentrava nello scavo di grandi quantità di materiale facendo meno attenzione ai piccoli dettagli. Nel corso della vita fu criticato da W. M. Flinders Petrie a causa della sua metodologia di lavoro, e D. G. Hogarth fu inviato dall'EES per controllare e documentare il suo lavoro a Deir el-Bahari. Le sue pubblicazioni ne dimostrano la carenza di dettaglio, ma sono anche un classico esempio dell'archeologia di quel tempo.